# Simpatolitic

Propranololul este un simpatolitic antihipertensiv, acționând ca antagonist al receptorilor adrenergici beta-1

Simpatoliticele (denumite și adrenolitice sau simpatoplegice) sunt substanțe medicamentoase care împiedică efectul mediatorilor endogeni adrenalină și noradrenalină asupra receptorilor vegetativi simpatici sau care împiedică efectele excitării neuronilor simpatici. Antagoniștii adrenergici au unele indicații importante, fiind utilizați adesea în hipertensiunea arterială.

## Mecanisme de acțiune
Inhiba recaptarea precursorilor din fanta sinaptica, deci prin epuizarea neurotransmitatorului.

## Clasificare
După mecanismul de acțiune, simpatoliticele pot acționa direct sau indirect:
Simpatolitice cu acțiune directă
- Antagoniști alfa
- Antagoniști beta
- Antagoniști alfa și beta

Simpatolitice cu acțiune indirectă
- Centrale: 
  - Apraclonidină
  - Brimonidină
  - Clonidină
  - Guanabenz
  - Guanfacină
  - Rilmenidină
  - Metildopa
  - Moxonidină
- Periferice:
  - Rezerpină
  - Bretiliu
  - Guanetidină

După selectivitate, simpatoliticele cu acțiune directă pot fi selective sau neselective:
Antagoniști alfa1-selectivi
- Prazosin[2]
- Doxazosin
- Terazosin
- Alfuzosin
- Doxazosin
- Silodosin

Antagoniști alfa2-selectivi
- Yohimbină

Antagoniști alfa-neselectivi
- Dibenamină
- Fentolamină
- Fenoxibenzamină
- Tolazolină

Antagoniști beta1-selectivi
- Beta-blocante cardioselective:
  - Acebutolol (prezintă activitate intrinsecă simpatomimetică)
  - Atenolol
  - Betaxolol
  - Bisoprolol
  - Celiprolol
  - Esmolol
  - Metoprolol
  - Nebivolol

Antagoniști beta-neselectivi
- Alprenolol
- Bucindolol
- Carteolol
- Propranolol
- Pindolol
- Nadolol
- Timolol

Antagoniști alfa și beta
- Carvedilol
- Labetalol